# 賭徒 (小說)
《賭徒》（俄语：Игрок）原為俄國小說家費奧多爾·陀思妥耶夫斯基的小說，後來多次被拍成電影。

## 創作經過
該書創作期间，陀思妥耶夫斯基在文学上有所进展，但生活却连遭打击，妻子和兄长相继逝世，他还需要照顾兄长的家人，这使得他濒临破产。他希望通过赌博来还清债务，却欠下更多债，整个人陷入消沉之中。为了躲避债主，他被迫到欧洲避债。出版商答应给他预付款，但是要求他要在半年内写一部长篇小说。陀思妥耶夫斯基当时正在写《罪与罚》，没有时间再写一部，但是基于生计，只得同意。於是，陀思妥耶夫斯基以口述說話方式，同時說三篇不同的小說故事給三位秘書筆錄，堪稱文學特技。而另一部长篇离交稿一个月，还没有写。在朋友介绍下，他认识了後來成為他妻子的速记学校的高材生安娜，两人高效率地工作，一个月内完成了《赌徒》一書，于1867年出版，同年两人结婚。

## 外部連結
- 電影《赌徒》The Gambler(1997)[]
- 電影《赌徒》The Gambler(2007)
- 電影《赌徒》The Gambler(2007)